# 桜川唯丸 (二代目)
二代目 桜川唯丸（にだいめ さくらがわ ただまる、1948年1月14日 - ）は、日本の江州音頭取り、歌手。鹿児島県出水市出身。

## 来歴
- 昭和23(1947)年1月14日、鹿児島県出水市に生まれる。

- 鹿児島県立阿久根農業高校農業科中退後、大阪に出て大阪府門真市に居住する。

- 昭和50(1975)年頃、栃若清光が主催していた『栃若清光歌謡教室』にスカウトされ通い、歌を本格的に習いだす[1]。

- 昭和52(1977)年、栃若の紹介で『郷土芸術江州音頭桜川唯丸会』に入門し、声質が明るく、本人も大ファンの歌手三橋美智也から名前を取り、師である桜川唯丸から"唯美智"の名前を受けて名乗る。

- 昭和63(1988)年、自らの会『郷土芸術江州音頭桜川唯美智会』を結成して独立。師匠譲りの進取の会として注目を集める。

- 平成6(1994)年2月11日、師匠唯丸の引退に拠り、指名されて二代目桜川唯丸を襲名し、唯美智会と従来の唯丸会が合併する事となり、大阪京橋網島町の『太閤園』に於いて『二代目桜川唯丸襲名披露パーティー』が催された。ゲストに初代唯丸のほか、知己のあった国民的歌手である村田英雄[2]、演歌の師である栃若清光が出演し門出を祝った[3]。

- 平成7(1995)年、襲名記念としてオリジナルカセット『江州音頭木津勘助～ヤンレー節/石田三成』を自主製作盤として発売。と、同時に大阪アメリカ村にあったライブハウス『サンホール』でマンスリーライブを開始するが、諸事情で短期間で終了する。[4]

- 平成17(2005)年、『春一番コンサート2005』に初出演。以後、平成27(2015)年まで出演する。[5]。

- 平成25(2013)年10月14日、『二代目桜川唯丸の夕べ in 都の西北～ワールドミュージックと江州音頭　シンポジウムとライブ・踊りワークショップ～』(於 早稲田大学大隈講堂)に出演。共演、鷲巣功、虹友美、永田充康一座。

門真市を本拠地と定め盆踊りシーズン(毎年7月中旬-8月末、もしくは10月中旬まで)には各地の櫓で活躍を続けている。
コロナ禍のため令和2~4年(2020~2022年)まで数年間活動休止を余儀なくされていたが、令和5(2023)年の夏より活動を再開する。

## 芸風
歌謡曲出身という来歴であり、音頭取りに似つかわしくない朗らかながら聴き応えのある声と説得力のある独特の雰囲気を醸し出し口演を続けている。芸題の十八番は天神祭の御所人形でお馴染みの戦国時代末期から江戸時代初期に活躍した義民中村勘助に題を取った落語などでもお馴染みの侠客伝『木津勘助』と師匠譲りの『やんれい節～鈴木主水』など。

## 指導役
＊桜川唯清(1936~ 長野県飯田市出身 1982=昭和57年、初代唯丸入門 舞台監督 音頭、囃子、太鼓 音響) 。
＊桜川唯玉(1949~ 和歌山県日高郡美浜町出身 1993=平成5年 初代唯丸入門 音頭、囃子、太鼓)。

## 弟子
- 桜川唯由里(あのゆかり)1988=昭和63年~ 兼鳴り物=キーボード 大阪市鶴見区)出身 1977~

- 桜川唯祥 1988=昭和63~97=平成9年、2014=平成26~ 兼鳴り物=キーボード兼囃子 大阪市鶴見区出身 1982~

- 桜川唯徳(淀川徳丸・間賀凜) 1997=平成9年~2004=平成16年、2015=平成27年~ 唯清教室=唯丸会[9]鳴り物=エレキベースと太鼓 囃子 大阪府門真市出身 1967~

- 桜川唯幸(2009=平成21 年、唯清教室→唯丸会 囃子 大阪府東大阪市出身 1960~ 『江州音頭界の紀比呂子』

- 桜川唯岐美(2009=平成21年、唯清教室→唯丸会 囃子 鳴り物=太鼓 隠岐島→大阪市大正区出身 1959~ 『江州音頭界の京マチ子』

(江州音頭以外の別の活動名、入門時期、音頭以外の担当 出身地 生年)

## 演奏形態
演奏面に於いては唯美智会結成時から、従来の和太鼓、三味線、ギター中心のバンド構成ではなく、当時の伴奏者のほぼ全員がロックバンド及びブラスバンド経験者だったことと、三味線経験者と和太鼓の演奏者らを確保出来なかったことからやむを得ずリズムボックスを導入し、ドラム、エレキギター、エレキベース、卓上キーボード→シンセサイザーを社中に伴奏させ、ハードロックのエスプリを取り入れていた。
江州音頭会で発足時の1988年頃より初めてドラムマシーン/リズムボックスを使用した会派であり、初代唯丸がアルバム『ウランバン』(1990年)を発表した際にプロデューサーの佐原一哉も構成する参考にしたらしいが、あくまで、同会の演奏形態は、前身の唯美智会結成時より会内に『音楽監督制』を採用し、師匠(会主)に指名されたメンバーが中心となり『敷座』他の芸題(演目)の伴奏を構成した。
その都度の音楽監督
を中心に構築されたオリジナルであり、その都度細かい変更が音頭取りとバンドメンバーがディスカッションを繰り返し、演者の伴奏を構成してきた。
その後、初代唯丸のアルバム『ウランバン』発売前の専属バンド『スピリチュアル・ユニティ』、三代目吾妻家安丸=七代目歌亀率いる『亀一流安丸会バンド』や志賀國天寿率いる『難儀屋本舗』など近年のロックバンド・フュージョンバンドの江州音頭の伴奏形態にも刺激を与えたとされる。
『二代目唯丸バンド』は一時期(1995~2004ぐらいまで)、ほとんどの演奏者が音頭取りと鳴物(楽器演奏)を兼ねていてメンバー全員が弟子(唯由里+唯徳ほか)であった時期があった。
また、以前はゲスト演奏者として関西で活躍しているプロミュージシャンのカオリーニョ藤原(歌手、ギタリスト 桜川唯弦)、口垣内八州彦(キーボード、作曲家。2016年7月26日逝去 桜川唯八州)、太田ピカリ(ドラムス)、東ともみ(ベーシスト)らが唯丸バンドと共に盆踊り櫓で伴奏することもあった。
2014年から、日本でも20世紀末から21世紀初頭にかけて輸入された『韓流ポップス』の某ダンスユニットのプロデュース、アレンジ、演奏を手がけ、ベーシストとして数々のスタジオワークでも実績のある京都在住の李庸恩(リ・ヨウウン 1969~)がギタリスト&ベーシストとしてレギュラーゲストとして参加する様になった。

## ディスコグラフィー
- 江州音頭木津勘助～ヤンレー節/石田三成 (シングルカセット 1995年)

## CM
- アサヒビール (1999年8月 ラジオ放送用FM802)スポットCM)

## 共演経験のある人々
- 河内家菊水丸社中[14]

- 初音家秀若(初音家四代目宗家)
- 初音家石若[15]

- 栃若清光[16]

- 二葉あき子[17]

- 神戸のター坊[17]

- コロムビア・トップ[17]

- 村田英雄[18]

- 尾鷲義仁(1998年)

- ザ・たこさん[19]

- 上原浩治[20]

- 横山ホットブラザーズ[21]

- はな寛太・いま寛大[22]

- 若井ぼん[23]
- にしきのあきら[24]
- 森本英世[25]

等

## 関連事項
- 桜川唯丸
- 江州音頭
- 村田英雄